# Каусар
Каусар, Кавсар (араб. الكوثر‎ — букв. «изобилие») — в исламской эсхатологии одна из райских рек, дарованных пророку Мухаммеду. Упоминается в Коране в суре аль-Кавсар: «Мы даровали тебе Изобилие (реку в Раю, которая называется аль-Каусар)».

## Этимология
Слово каусар (араб. الكوثر‎) в переводе с арабского языка буквально означает «изобилие», «обильный». Оно происходит от корня к-с̱-р «быть в изобилии». В древней арабской поэзии означает «изобилие». Некоторые ранние толкователи Корана считали, что кораническое слово каусар означает «обильную благость». Этот этимологический смысл хоть и не исчез полностью, но уступил место традиционной интерпретации, основанной на хадисе пророка Мухаммада.

## Местонахождение
Согласно преданию, во время вознесения Пророка на небеса ему был показан аль-Каусар. В День собрания (хашр) все пророки будут иметь свои водоёмы, среди которых особо выделяется принадлежащий Мухаммеду «пруд Пророка» (хавд). Возле райских рек соберутся те, кто последовал за пророками для того, чтобы перед входом в рай в последний раз утолить свою жажду. Грешники и те, кто отвергли пророков, не смогут подойти к водоёмам, так как ангелы будут отгонять их оттуда.
Существование каусара было подтверждено в нескольких «исповеданиях веры» (акида). Некоторые толкователи Корана считали Каусар рекой, питающей пруд или прудом пророка Мухаммада (нахр Мухаммад), в который стекают все райские реки. Комментируя коранический аят, толкователи Корана обычно пишут, что вода Каусара «белее снега и вкуснее мёда», а согласно более поздним толкованиям, эта река течёт «меж золотых берегов по дну, усыпанному рубинами и жемчугами».
В одном из хадисов пророк Мухаммад говорил: «Ко мне приведут людей — и я узнаю их, и они узнают меня, но они будут отстранены от моего источника. Я скажу: „Мои сподвижники, мои сподвижники“ — но мне будет сказано: „Ты не знаешь, что они совершили после тебя“».